# Chapelle de Rosemont

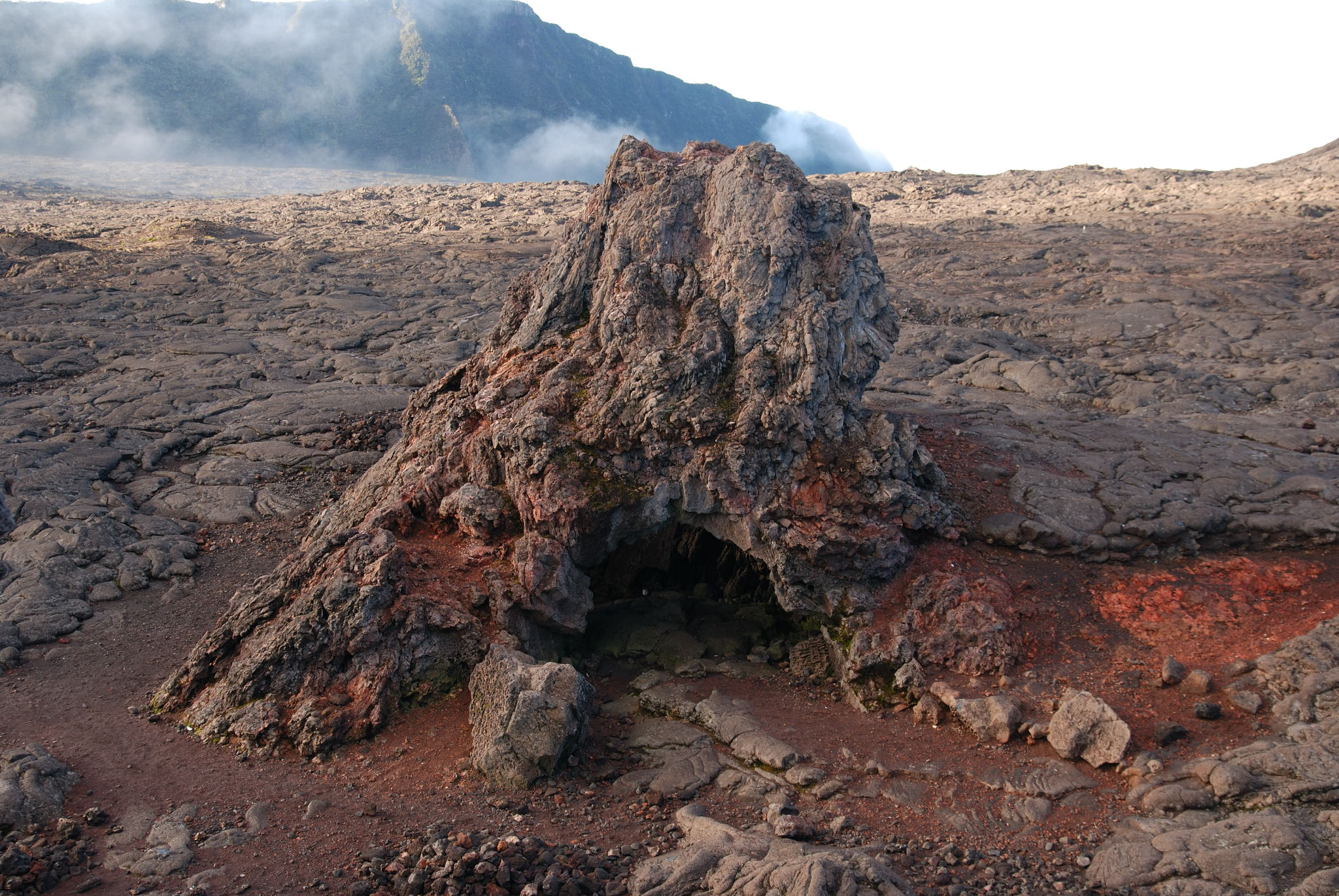
Chapelle de Rosemont, 2008

Die Chapelle de Rosemont war eine Grotte am Vulkan Piton de la Fournaise auf der im Indischen Ozean gelegenen französischen Insel Réunion.

## Lage
Sie befand sich in der Caldera Enclos Fouqué, nordwestlich am Fuß des Hauptkraters Dolomieu, im Gebiet der Gemeinde Sainte-Rose. Die Chapelle de Rosemont lag etwa auf der Hälfte des Wanderwegs vom Pas de Bellecombe-Jacob zum Gipfel des Kraters.

## Beschaffenheit und Geschichte
Die die Grotte bildende Gesteinsformation war vulkanischen Ursprungs und entstand aus einer Gasblase. Sie war auf natürliche Weise so beschaffen, dass sich im aufgewölbten Gestein ein zugänglicher Hohlraum befand. Die Grotte bot so Wanderern in der sonst weitgehend schattenlosen Fläche der Enclos Fouqué eine Schutzmöglichkeit. Sie war in der kahlen Landschaft weithin sichtbar und so eine markante Landmarke.
Der genaue Zeitpunkt der Entstehung der Chapelle de Rosemont ist nicht bekannt. Bei der ersten Expedition in diesen Bereich Ende Oktober 1768 fand sie Honoré de Crémont jedoch bereits vor. Bei einer Expedition unter Leitung von Joseph Hubert und Kapitän Alexis Bert im Oktober 1791 fertigte der französische Maler Jean-Joseph Patu de Rosemont von der Gesteinsformation eine Zeichnung an. Nach ihm wurde sie dann als Chapelle de Rosemont (deutsch Rosemont-Kapelle) benannt.
Besucher des Vulkans machten in den folgenden Jahrhunderten auch häufig in der Chapelle de Rosemont Station. Zu Beginn des 19. Jahrhunderts gehörte auch der französische Naturforscher Jean Baptiste Bory de Saint-Vincent zu ihren Besuchern.
Während eines Vulkanausbruchs wurde die Chapelle de Rosemont am 13. Juli 2018 von ausgetretener Lava erreicht und zerstört. Es sind nur noch geringe Reste der ursprünglichen Struktur vorhanden.